# Gương chiếu hậu

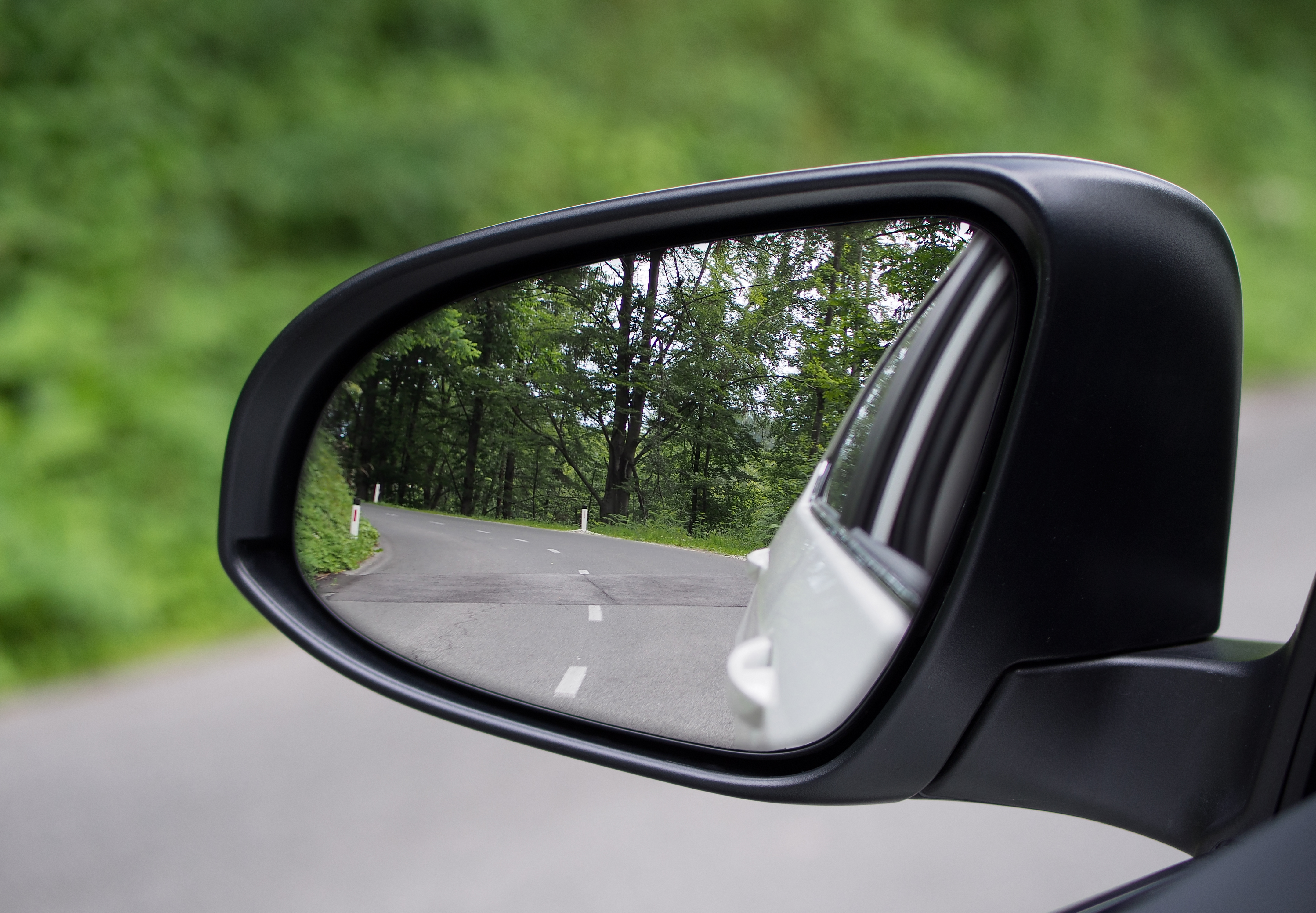
Gương chiếu hậu đường viền kép. Bề mặt lồi bên trong lớn được tách ra khỏi bề mặt hình cầu nhỏ phía ngoài.

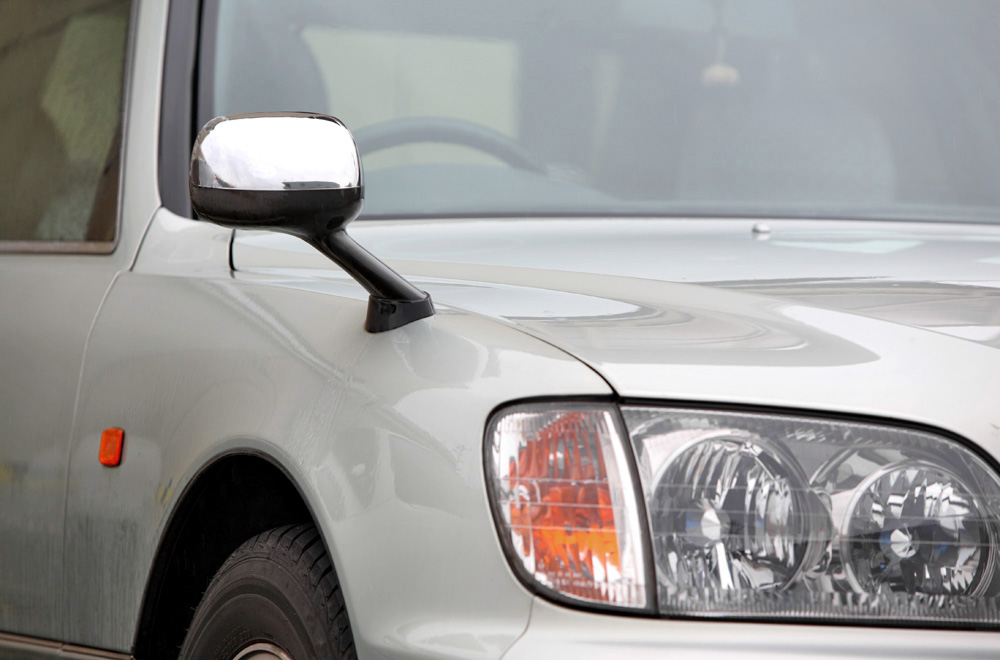
Gương chiếu hậu trên một chiếc Toyota Celsior

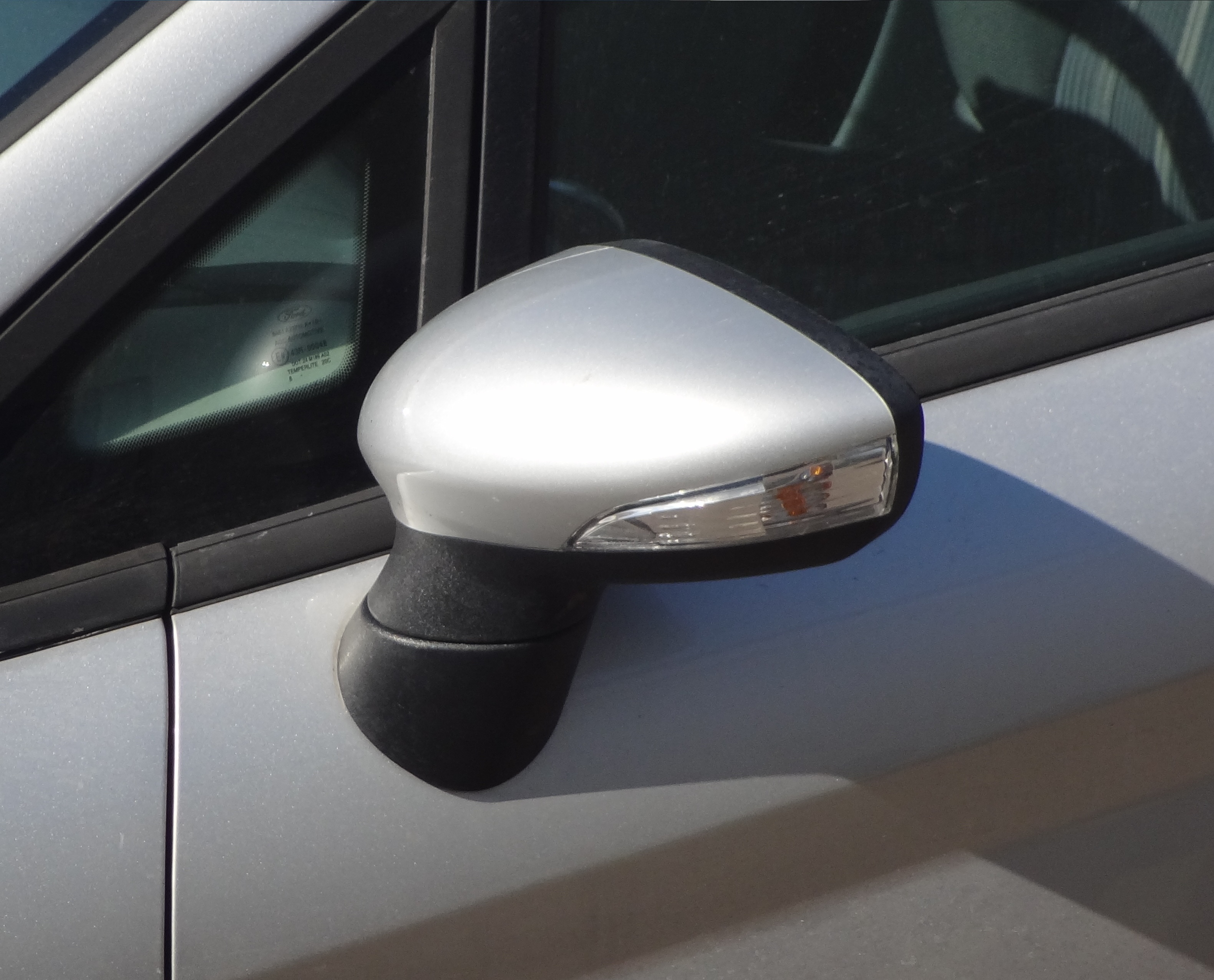
Gương chiếu hậu tích hợp bộ lặp tín hiệu

Gương bên với chú thích cảnh báo

Gương chiếu hậu, còn được gọi là gương chắn bùn, gương cửa, gương chiếu hậu bên ngoài hoặc gương nhìn bên, là một gương được tìm thấy ở bên ngoài xe cơ giới với mục đích giúp người lái nhìn thấy các khu vực phía sau và hai bên nằm bên ngoài tầm nhìn ngoại vi của người lái xe ('điểm mù').
Đối với gương trên xe đạp và xe máy, xem "Gương chiếu hậu".
Mặc dù hầu hết tất cả các xe ô tô hiện đại đều lắp gương chiếu hậu trên cửa ra vào thông thường tại trụ A hơn là tại cánh (phần thân trên bánh xe), thuật ngữ "gương chiếu hậu" vẫn được sử dụng thường xuyên.
Gương bên được trang bị để điều chỉnh dọc và ngang bằng tay hoặc từ xa để cung cấp phạm vi bảo đảm đầy đủ cho người lái xe có chiều cao và vị trí ngồi khác nhau. Điều chỉnh từ xa có thể là ứng dụng cơ học bằng cáp Bowden, hoặc có thể là điện bằng động cơ giảm tốc. Kính gương cũng có thể được làm nóng bằng điện và có thể bao gồm làm mờ điện hóa để giảm độ chói cho người lái từ đèn pha của các phương tiện sau. Càng ngày, gương chiếu hậu càng tích hợp bộ lặp tín hiệu rẽ của xe. Có bằng chứng cho thấy các bộ lặp gắn trên gương có thể hiệu quả hơn các bộ lặp được gắn ở vị trí bên chắn bùn chiếm ưu thế trước đó.

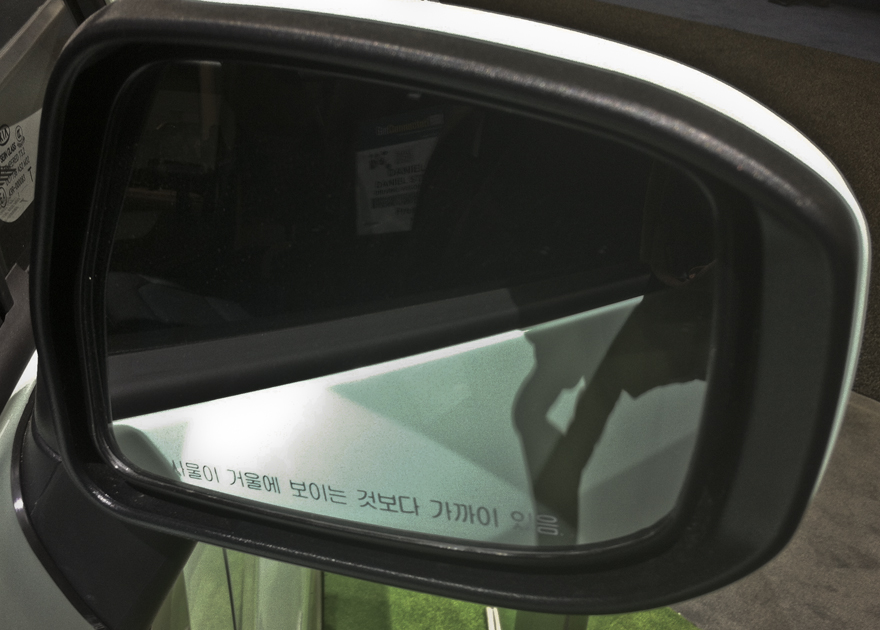
Gương chiếu hậu trên xe đặc tả Hàn Quốc. Truyền thuyết bằng tiếng Hàn có nội dung "Vật thể trong gương gần hơn so với bề ngoài".

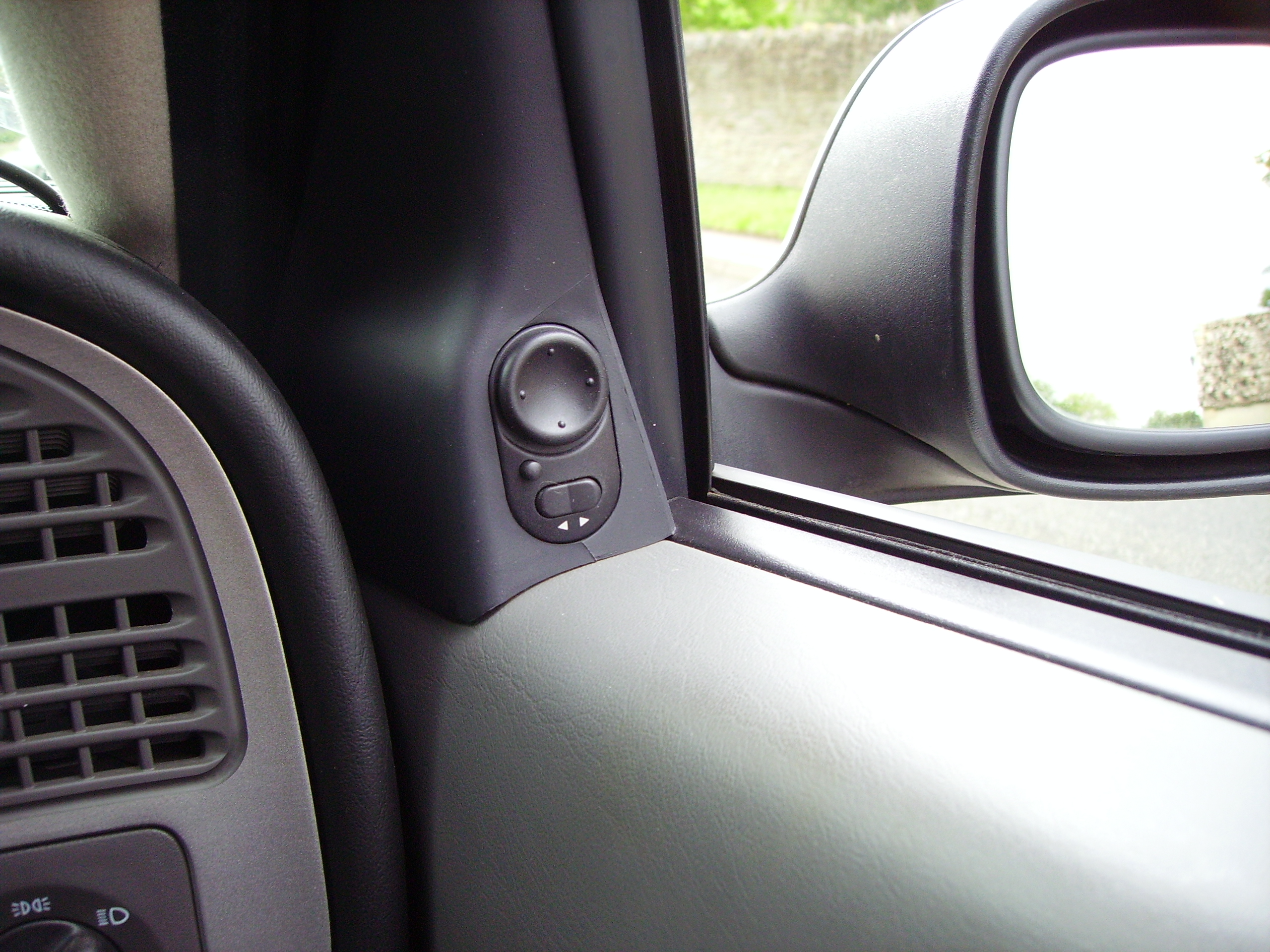
Điều khiển của người lái đối với gương chiếu hậu, với nút xem lề đường nhỏ (saab 9-5).

## Gương bên tùy chọn
Vào những năm 1940, nhiều con đường không được trải nhựa và có hai làn đường, mỗi làn một hướng. Các tài xế chỉ được biết về giao thông ở phía họ và ngay phía sau họ (nhìn phía sau). Do đó, hầu hết các phương tiện chở khách có gương chiếu hậu bên trong cho đến cuối những năm 1960 gương chiếu hậu chỉ có cho hành khách như một sự bổ sung tùy chọn, vì nó được coi là một thứ xa xỉ.